# Общество Деконских заводов
Общество Деконских заводов — российская  компания. Полное наименование — Общество Деконских заводов алебастровых и огнеупорных изделий и материалов. Штаб-квартира компании располагалась в г. Бахмут.

## История

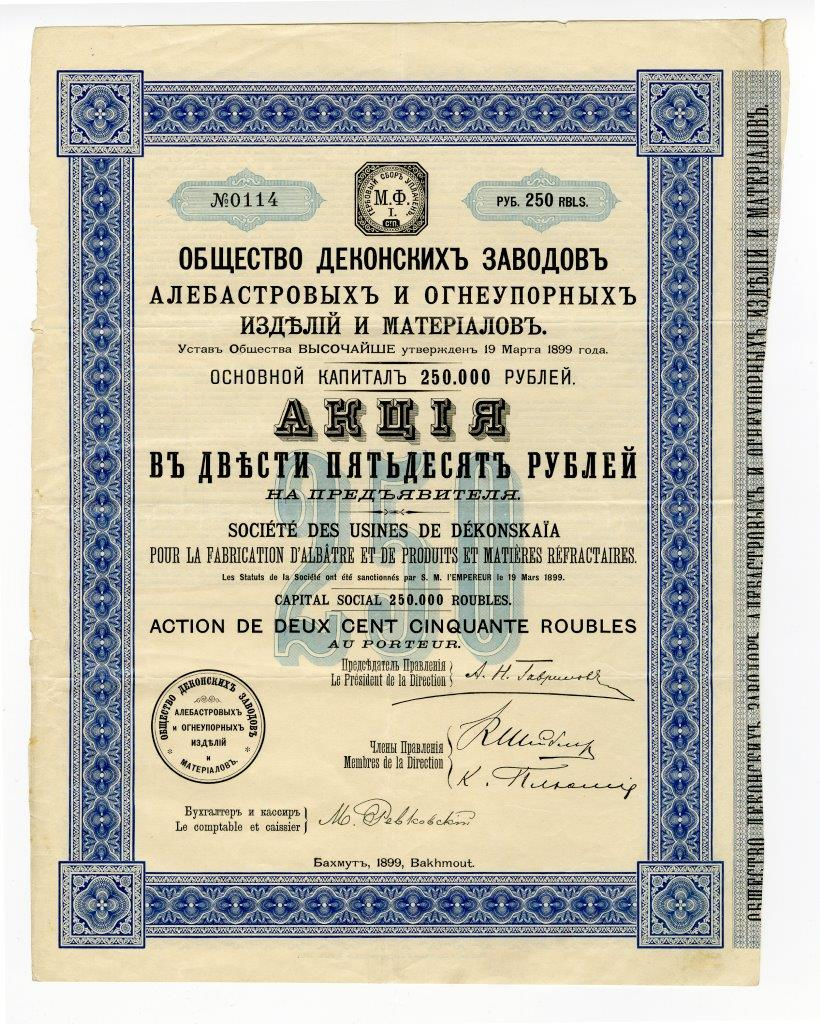
Акция в 250 руб. на предъявителя Общества Деконских заводов алебастровых и огнеупорных изделий и материалов. Г. Бахмут, 1899 г.

Компания зарегистрирована в 1899 году. Устав Общества Деконских заводов алебастровых и огнеупорных изделий и материалов Высочайше утвержден 19 марта 1899 г.. Основной капитал Акционерного общества составлял 250 тыс. руб, разделенных на 1000 акций в 250 руб. каждая.
У истоков возникновения производства алебастра и огнеупорного кирпича на богатых полезными ископаемыми землях Екатеринославской губернии в последней четверти XIX века стоял инженер немецкого происхождения Э. П. Фарке, которому за два десятилетия до того удалось реализовать по началу складывающийся неудачно проект прокладки бахмутовского водопровода и в награду за это получившему 10 (по другим данным - 20) десятин алебастровых копей.  На этих землях Эдмундом Петровичем с компаньонами впоследствии было построено сразу три завода - алебастровый, стекольный (бутылочный) и завод кирпично-черепичных огнеупорных изделий.
Путём предприимчивого "прусского поданного" пошли многие местные предприниматели, на рубеже веков решившие вкладываться в простое, доступное и недорогое производство огнеупоров. Один из небольших заводов, построенных помещиком Ковалевским близ станции Деконская (ныне г. Соледар) в 1897 г., и дал название будущей акционерной компании. Двумя годами позже в Общество Деконских заводов объединились несколько уездных предприятий, таким образом решивших противостоять кризису перепроизводства и резкому падению цен, вызванных экономическим спадом, охватившим экономику страны
Спустя некоторое время составной частью Общества Деконских заводов становится предприятие, существующее до сих пор и известное как Белокаменский огнеупорный завод.
Пережив потрясения русско-японской войны, трех русских революций и гражданской войны, в  1920 г. акционерное Общество Деконских заводов алебастровых и огнеупорных изделий и материалов было национализировано постановлением Совета народных комиссаров Украины и преобразовано в артель.